# Lenguas dárdicas

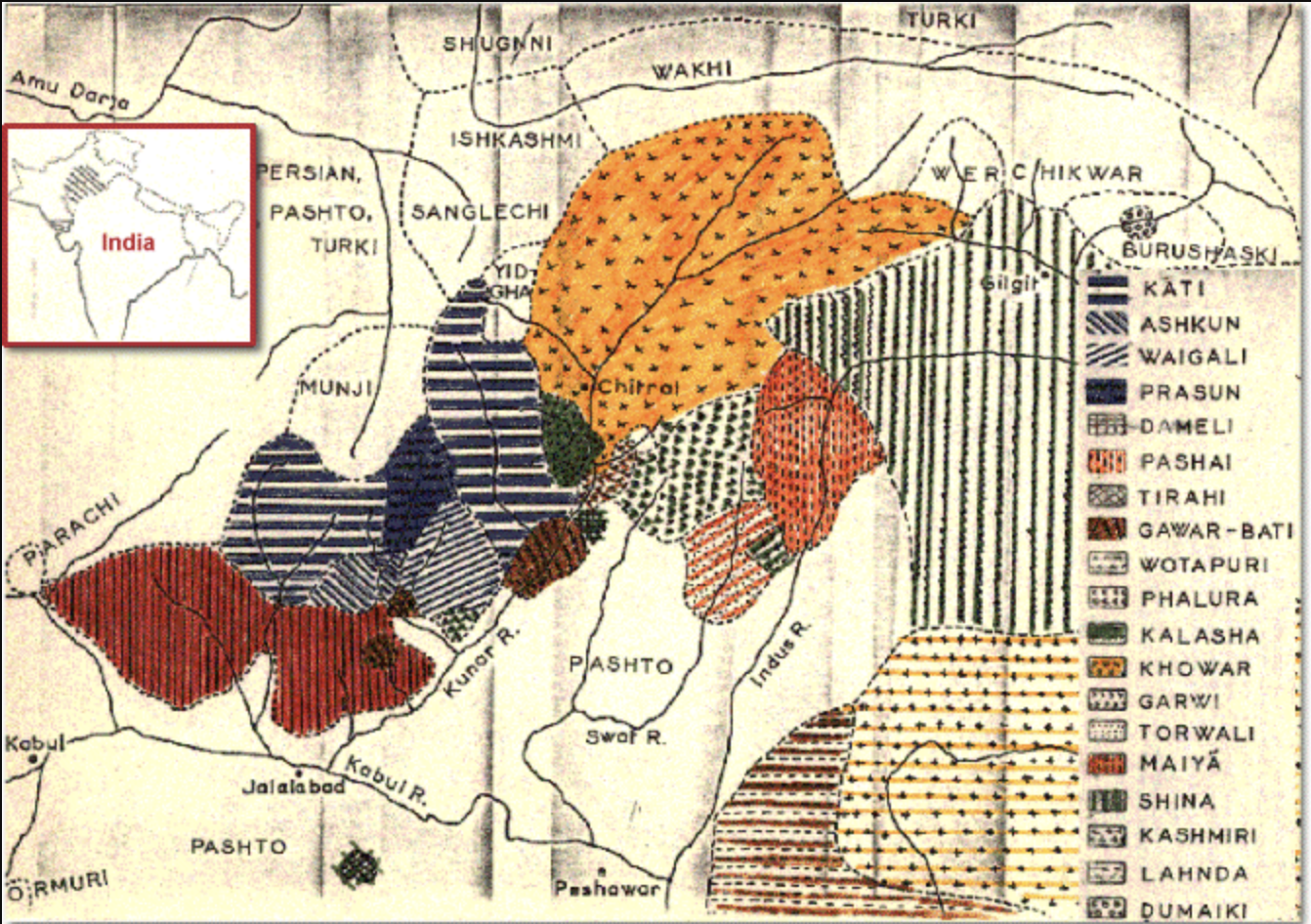
Mapa de lenguaje dardico

Las lenguas dárdicas son un grupo formado por casi una treintena de lenguas indoarias que se hablan en el norte de Pakistán, el este de Afganistán y en la región india de Cachemira.
El orientalista británico Gottlieb William Leitner (1840-1899) acuñó durante el siglo XIX el nombre Dardistán para designar territorios donde se hablan idiomas dárdicos.
El cachemiro es el idioma dárdico más destacado, con una sólida tradición literaria y el reconocimiento oficial como uno de los idiomas nacionales de la India.

## Clasificación

### Lenguas de la familia
No está claro que las lenguas dárdicas constituyen un grupo filogenéticamente válido, pero dentro de ellas pueden reconocerse seis subfamilias:
- Lenguas pashai: Pashayi
- Lenguas kunar: Gawar-Bati, Dameli, Shumashti y Nangalami (incluye el Grangali).
- Lenguas chitral: Khowar y Kalasha.
- Lenguas kohistani: Kalami, Torwali, Kalkoti, Kohistani del Indus, Bateri, Chilisso, Gowro, Wotapuri-Katarqalai y Tirahi.
- Lenguas shina: Shina, Brokskad (Shina de Baltistán y Ladakh), Ushojo, Domaaki, Palula, Savi y Kundal Shahi.
- Kashmiri (Kashtawari/Kishtwari, Poguli, Rambani)

En otras clasificaciones, el grupo pashai se agrupa con el grupo kunar, el cachemiro y el grupo shina. El khetrani podría ser una lengua sobreviviente en la región de Siraiki.

### Posición dentro del grupo indoiranio
El grupo dárdico fue considerado tradicionalmente como un subgrupo de las lenguas indoarias que sufrió una importante influencia de las lenguas nuristaníes y las lenguas iranias orientales. El grupo nuristaní, que ocupa una pequeña región en el noreste de Afganistán, en otro tiempo fue incluido dentro del grupo dárdico, pero actualmente se considera un grupo independiente, siendo de hecho una de las tres ramas de las lenguas indoiranias en la clasificación de Georg Morgenstierne.
Sobre las lenguas específicamente dárdicas todavía existe cierta discusión sobre su posición dentro de las lenguas indoiranias. De hecho se ha cuestionado que las lenguas dárdicas en sí mismas constituyan un subgrupo filogenético válido, aunque las lenguas dárdicas comparten algunas características comunes que las colocan aparte del resto del indoario, como la metátesis que aparece en karma → krama.
Excepto el cachemiro, el resto de lenguas dárdicas tienen pocos hablantes y han sido insuficientemente estudiadas. En muchas casos, se hablan en regiones de difícil acceso debido a lo montañoso del terreno o a la existencia de conflictos armados que afectan a esas regiones. Todas las lenguas dárdicas (incluyendo también al cachemiro) han sido influidos históricamente por las lenguas vecinas no-dárdicas. Aunque es cierto que muchas lenguas dárdicas han sido influidas por las lenguas no dárdicas vecinas, el dárdico parece haber dejado una influencia clara en lenguas indoarias no dárdicas como el panyabí e incluso más allá de esta lengua. Se ha afirmado que algunas lenguas pahari de Uttarakhand muestran influencia del grupo dárdico. Aunque no ha sido establecido de manera concluyente, algunos lingüistas conjeturan que el dárdico en tiempos antiguos podría haberse extendido en un área lingüística más amplia, que podría haber ido desde la desembocadura del Indo (en Sindh) hacia en norte en forma de arco, y que se extendería hacia el este a través del actual de Himachal Pradesh hasta Kumaon.

## Historia
Kohistan es una palabra persa que significa 'tierra de montañas', kohistani puede ser traducido como '[gente] de las montañas' o '[lengua] de las montañas' y se ha usado históricamente para referirse a diferentes lenguas de regiones montañosas del norte de Pakistán, entre ellas el maiya, el kalami y el torwali. Antes de la invasión en el siglo XVI por parte de Yusufzai Pashtun, los torwales (una tribu no pashtún) ocupaban tanto el alto como el bajo Swat junto con los Garhwis:

The Pathans call them, and all other Muhammadans of Indian descent in the Hindu Kush valleys, Kohistanis.

## Descripción lingüística
Las lenguas del grupo dárdico comparte algunas características definitorias comunes, que incluyen la pérdida de los sonidos aspirados y el cambio de orden sintáctico, que no se da de manera generalizada en el resto de ramas del grupo indoiranio.

### Pérdida de aspiración
Virtualmente todas las lenguas dárdicas han experimentado una pérdida parcial o completa de consonantes aspiradas El khowar usa la palabra duum para 'humo' (hindi: dhuan) y el cachemiro usa la palabra dod para 'leche' (sánscrito: dugdha, hindi: doodh). Algunas lenguas dárdicas han desarrollado tono como mecanismo de compensación fonético, entre ellas están el Khowar o el pashai. El panyabí y el pahari occidental han perdido la aspiración, pero han desarrollado tono a modo de compensación parcial (e.g. panyabí kar 'casa', frente al hindi ghar). Por lo que la antigua existencia de aspiración en gran parte puede reconstruirse de la distribución moderna de tono.

### Epéntesis y metátesis
Tanto en dárdico antiguo como moderno, se registra una marcada tendencia hacia la metátesis en posiciones donde aparece una r preconsonántica o postconsonántica, que se desplaza a la sílaba precedente. Esto se refleja ya en los edictos de Asoka (erigidos entre el 269 a. C. y el 232 a. C.) en la región de Gandhara, donde los dialectos dárdicos se siguen hablando en la actualidad. Ejemplos de estas metátesis incluyen la tendencia a cometer errores ortográficos en palabras sánscritas como priyadarshi (uno de los títulos de Asoka) que es escrito erróneamente como priyadrashi o dharma as dhrama. Actualmente en kalasha se usa la palabra driga (sánscrito: dirgha 'largo'). Palula usa drubalu (sánscrito: durbala 'débil') y brhuj (sánscrito: bhurja ' Betula' ). El cachemiro usa  drolid (sánscrito: daridra 'empobrecido') y krama (sánscrito: karma 'trabajo, acción'). Las lenguas pahari occidentales (como el Dogri), el Sindhi y el Lahnda (panyabí occidental) también muestran esta tendencia del dárdico a la metátesis aunque no se consideren lenguas dárdicas, por ejemplo en panyabí la palabra drakhat (del persa: darakht 'árbol').

### Comparación léxica
Los numerales en diferentes lenguas dárdicas son:
| GLOSA | Kohistani | Kohistani      | Kohistani          | Kohistani      | Kohistani | Chitral          | Chitral | Kunar  | Kunar      | Kunar           | Kashmiri | PROTO- DÁRDICO |
| GLOSA | Bateri    | Gowro (Gabral) | Kalami (Bashkarik) | Maiya (Jijāli) | Torwali   | Kalasha (Rumbur) | Khowar  | Dameli | Gawar-Bati | Pashayi Norocc. | Kashmiri | PROTO- DÁRDICO |
| ----- | --------- | -------------- | ------------------ | -------------- | --------- | ---------------- | ------- | ------ | ---------- | --------------- | -------- | -------------- |
| '1'   | yak̚       | ekʰ            | aːk                | ʌkʰ            | ek        | ek               | i       | ɛk     | yɜkʰ       | i               | ɐkʰ      | *ek            |
| '2'   | du̝ː       | du̝ː            | duː                | dṳː            | du        | du               | ʤʊ      | d̪ʊ     | d̪uː        | do              | zɨ       | *dui(ː)        |
| '3'   | ʈ͡ʂɑː      | ʈ͡ʂŭɐː          | ɬɑː                | ʈ͡ʂɐː           | t͡ʂa       | tɾe              | t̪rɔy    | t̪ra    | ɬeː        | tɾaː            | tre      | *tray          |
| '4'   | ʦor       | ʦoːr           | ʧoːr               | ʦʌuːr          | ʧəw       | ʧaw              | ʧɔr     | ʧor    | ʦʊɾ        | ʧuɾ             | ʦoːr     | *ʧawr          |
| '5'   | pɑ̃z̥       | pɐ̃ːz           | pɑ̃ʧ                | pɐ̃ːz           | pãy       | pɔɲʧ             | pɔnʤ    | panʤ   | pɜns       | panʧ            | pɐ̃ːʦʰ    | *panʧ          |
| '6'   | ʂo        | ʂoʰ            | ʂo                 | ʂoʰ            | ʂo        | ʂo               | ʦɔy     | ʂo     | ʂoː        | ʧaː             | ʃe       | *ʂo-           |
| '7'   | sɑt       | sɐːt           | sɑt                | sɐːt-          | sat       | sat              | sɔt̪     | sat̪    | sɜt̪        | saːtə           | sɐtʰ     | *saːt-         |
| '8'   | ɑʈ̚        | ɐːʈʰ           | aʈ͡ʂ                | ɐːʈʰ           | aʈʰ       | aʂʈ              | ɔʃt̪     | aʂ     | ɜʂʈ        | aʃtə            | əːʈʰ     | *aʂʈ-          |
| '9'   | nõ        | nɐːv           | nom                | nɐv            | nom       | nõ               | niyɔf   | nʊ     | n̪uː        | naːu            | nɐw      | *naw           |
| '10'  | daʃ       | dɐʃ            | daʃ                | dʌʲʃ           | dəʃ       | daɕ              | ʤɔʃ     | d̪aʃ    | d̪ɛʂ        | daːi            | dɐh      | *daś           |
| GLOSA | Shina    | Shina        | Shina   | Shina | Shina | Shina           | Shina  | PROTO- SHINA |
| GLOSA | Brokskat | Kundal Shahi | Phalura | Savi  | Shina | Kohistani Shina | Ushojo | PROTO- SHINA |
| ----- | -------- | ------------ | ------- | ----- | ----- | --------------- | ------ | ------------ |
| '1'   | ek       | yɔk          | ɑːk     | yɛk   | ɛk    | ɛk              | ɛk     | *(y)ɛk       |
| '2'   | du       | duiː         | duː     | d̪uː   | du    | dùː             | du     | *duiː        |
| '3'   | trə      | trɑː         | troː    | ɬɑː   | ʈʂe   | ʈʂèː            | tʂe    | *trɑy        |
| '4'   | ʧor      | ʧoːr         | ʧuːr    | ʨoːɾ  | ʧar   | ʧɑ̀ːr            | ʧar    | *ʧoːr        |
| '5'   | puŋs     | pɑ̃ːʤ         | pɑːnʤ   | pãːɲʥ | poʃ   | poʃ             | poʃ    | *pɑnʧ        |
| '6'   | ʂæ       | ʃɑ           | ʂo      | ʂʊˑ   | ʂă    | ʂɑ              | ʂɑ     | *ʂɑ          |
| '7'   | sat      | sɑt̪          | sɑːt    | saːt̪  | sət   | sʌt             | sɑt    | *saːt        |
| '8'   | əʂʈə     | aɑ̃ʃʈ         | ɑːʂʈ    | aːɕ   | ãʂ    | ɑ̃ʂ              | ɑʈʰ    | *aʂʈ-        |
| '9'   | nu       | nɔ̃ː          | nũː     | n̪oː   | nau   | nʌ̃õ̯             | nəo    | *naw         |
| '10'  | daʃ      | dɑy          | dɑːʃ    | d̪ɛɕ   | dai   | dàːe            | dae    | *daʃ         |